# Södra Fisktorget

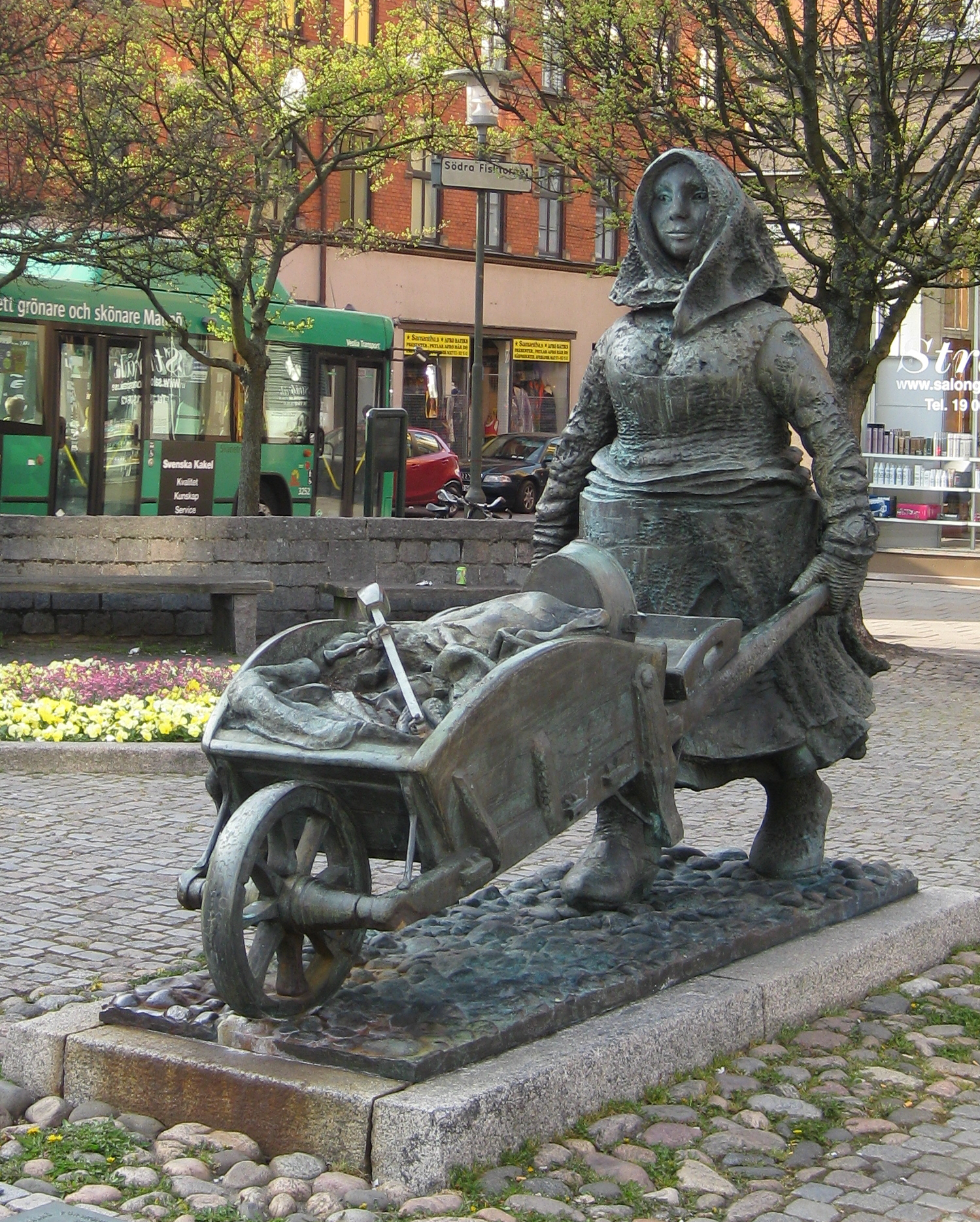
Statyn av fiskargumman.

Södra Fisktorget är ett litet torg i Malmö i närheten av Möllevångstorget. Torget fick sitt namn på grund av att man alltid sålde fisk just här. Idag används torget inte för någon handelsverksamhet och 1980 restes statyn "Sillagumman" av Gunnel Frieberg till minne av fiskhandeln på torget.
År 1955 uppgav namnberedningen att både Södervärnstorget och Södra Fisktorget var vedertagna namn på platsen, men man valde att fastställa det förstnämnda. Detta ändrades 1981 till det nuvarande. Förledet "Södra" tillkom eftersom det förr vid Bastionen Älvsborg vid Norra Vallgatan fanns ett torg benämnt Fisktorget (detta namn utgick 1969).
Från Södra Fisktorget sträckte sig den 1897 namngivna Hagagatan till Bangatan. Denna gata, en av Malmös mest beryktade på grund av dess fattiga befolkning, där bland andra den kände politikern Torsten Nilsson växte upp, försvann helt 1970–72 då den äldre bebyggelsen i området revs. Vid korsningen Hagagatan-Bergsgatan hade dåvarande Sparbanken Bikupan i Malmö ett kontor.
Under 2007 beslutades det att torget måste spärras av och saneras till följd av problem med råttor.